# Emile Chambon
Émile François Chambon, (Genebra, 10 de Janeiro de 1905 — Collonge-Bellerive, 28 de Outubro de 1993), foi um importante pintor suíço.

## Biografia
Emile é o filho de Emile-Joseph Chambon e Joséphine Coppier. Três anos antes de Émile, sua mãe dá à luz uma filha, Julia Mathilde Chambon, quem, durante sua vida ajudará seu irmão. No outono de 1921, ele entra na Escola de Belas artes de Genebra, não facilmente porque a direção da escola considera que a família dele não é bastante próspera para lhe permitir abraçar a carreira de artista. Uma primeira concessão de valores federal de estudos é concedida a ele em 1921 e lhe permite permanecer em Paris, onde ele vai com o pai. Esta viagem lhe permite familiarizar-se com os pintores Cubistas. Entre 1925 e 1928, ele trabalha com o pintor Jean-Louis Gampert, amigo de Roger de La Fresnaye.
Em 1928 uma segunda bolsa de estudos lhe é concedida e permite ao jovem Carougeois fazer uma segunda permanência em Paris; ele fica aproximadamente dez semanas lá, enquanto ia explorar o Museu do Louvre onde realiza numerosas cópias. Mas sua permanência termina mais depressa do que tinha  planejado, suas finanças iam muito mal; ele deixa então para trás seus amigos  Chauvet e Van Berchem, com quem tinha partido e vai para Genebra.
A fundação de Emile Chambon é oficialmente fundada, no dia 4 de setembro de 1995, dois anos depois da morte de Emile Chambon.

## Obras
- La Blouse blanche, 1926, Musée d’Art et d’Histoire, Fribourg
- Le Peintre et son modèle, 1934, Musée d’Art et d’Histoire, Fribourg
- Prise du drapeau du « Front National » par la police de Léon Nicole, le 1er juin 1935, 1935, Musée d’Art et d’Histoire, Genebra
- L'Enterrement de première classe, 1938, Kunsthaus Zurich, Zurich
- Femme à la toilette (Orientale), 1941, Musée d’Art et d’Histoire, Neuchâtel
- L’Eau, le Gaz et l’Électricité, 1943, Services industriels de Genève, usine de Verbois (Genebra)
- La Maison du pasteur, 1945, Musée d’Art et d’Histoire, Genebra
- La Charité, 1946, Vitromusée, Romont
- La Cheminée, 1948-1964, Musée cantonal des Beaux-Arts, Lausanne
- Le Salon de Cologny, 1948-1964, Musée d’Art et d’Histoire, Genebra
- Jeune fille au narcisse, 1949, Kunstmuseum Winterthur,Winterthur
- Conversation (le couple), 1950, Primavera Gallery, New York
- Le Cauchemar, 1950, Primavera Gallery, New York
- Hommage à Courbet, 1952, Aargauer Kunsthaus, Aarau
- L’Indiscret, 1956, Primavera Gallery, New York
- La Justice, 1957, tapisserie réalisée d’après un carton d’Emile Chambon, Fonds cantonal d’art contemporain, Genebra
- Jeune fille aux mouettes (Marina Doria), 1957-1961, Musée de Carouge
- Harpe du Soudan, 1960, Aargauer Kunsthaus, Aarau
- Pygmalion, 1961, Musée d’Art et d’Histoire, Genebra
- Psyché et l’Amour, 1962, Musée d’Art et d’Histoire, Genebra
- Jeune fille aux pensées, 1966, Fonds cantonal d’art contemporain, Genebra